# Скура (село)
Скура (груз. სკურა) — село в Грузии, на территории Кобулетского муниципалитета автономной республики Аджария.

## География
Село находится в юго-западной части Грузии, на берегах реки Очхамури, на расстоянии 11 километров (по прямой) к северо-востоку от города Кобулети, административного центра муниципалитета. Абсолютная высота — 90 метров над уровнем моря.

## Население
По результатам официальной переписи населения 2014 года, в Скуре проживало 403 человека (198 мужчин и 205 женщин). В национальной структуре населения грузины составляли 99,5 %, русские — 0,5 %.
| Год  | Население, человек |
| ---- | ------------------ |
| 2002 | 608                |
| 2014 | ↘ 403              |